# Pärlberberis
Pärlberberis (Berberis aggregata) är en berberisväxtart som beskrevs av Camillo Karl Schneider. Pärlberberis ingår i släktet berberisar, och familjen berberisväxter. Inga underarter finns listade i Catalogue of Life.

## Bildgalleri

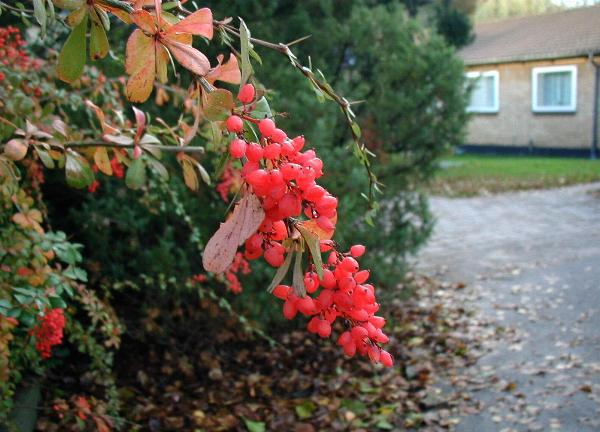
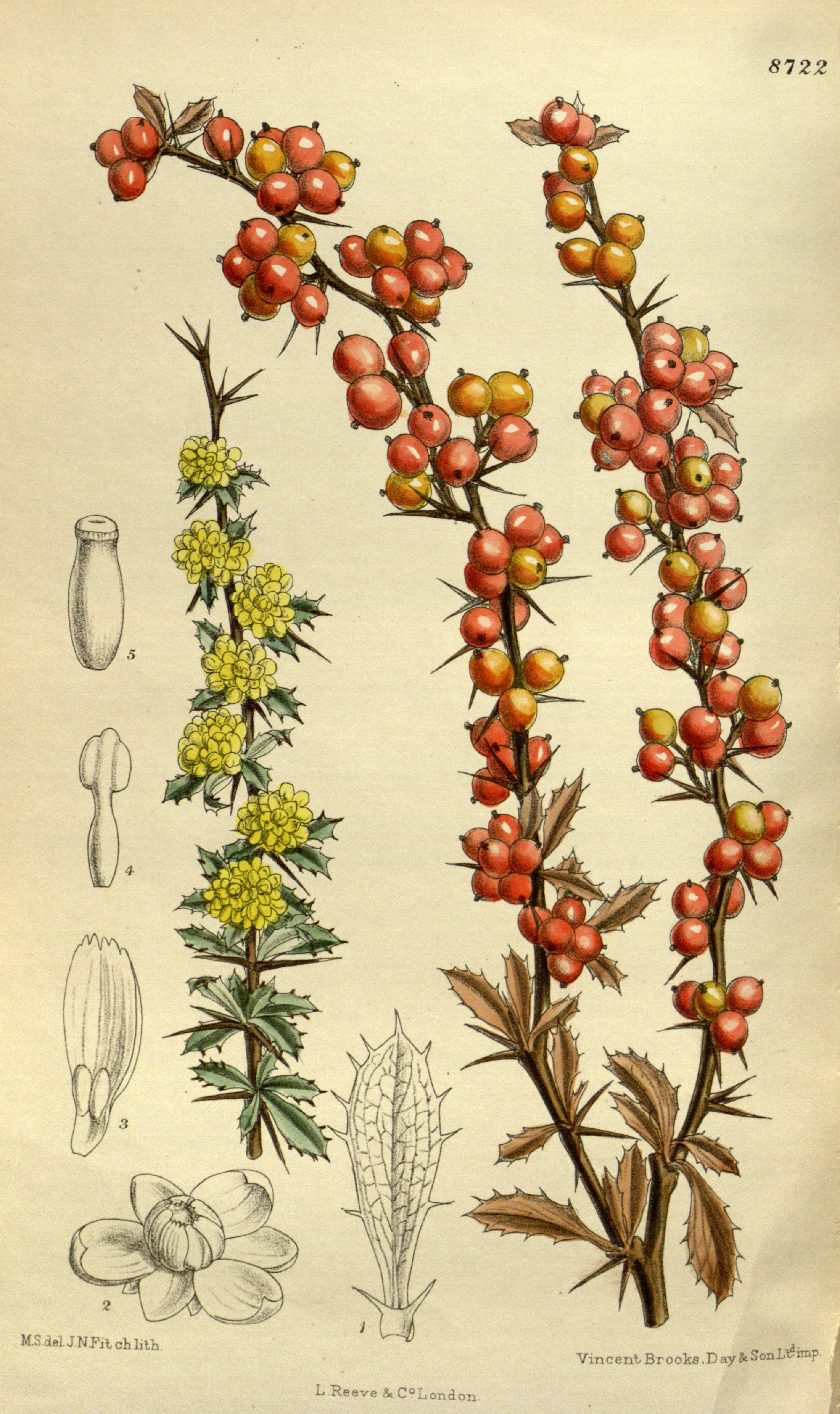
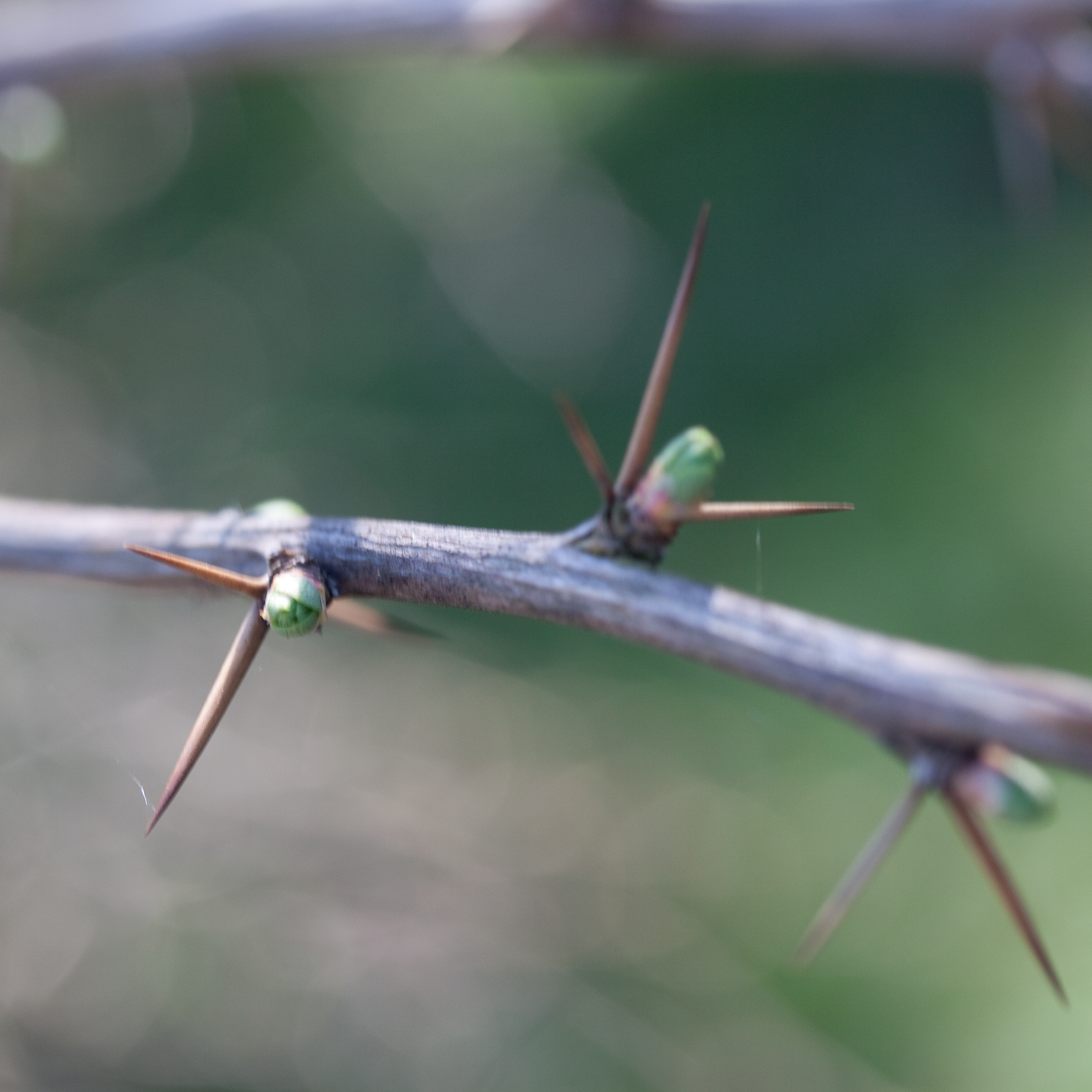
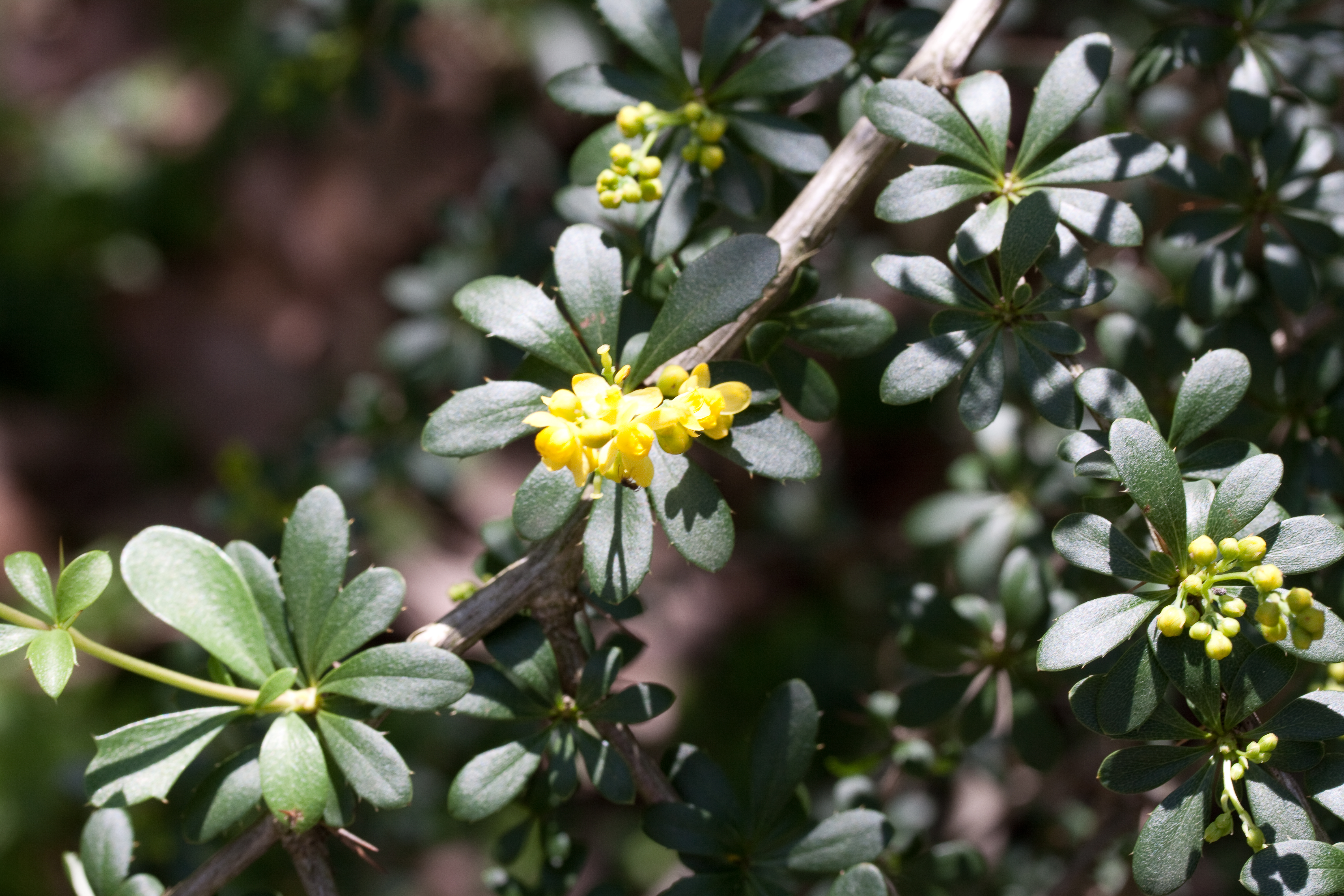
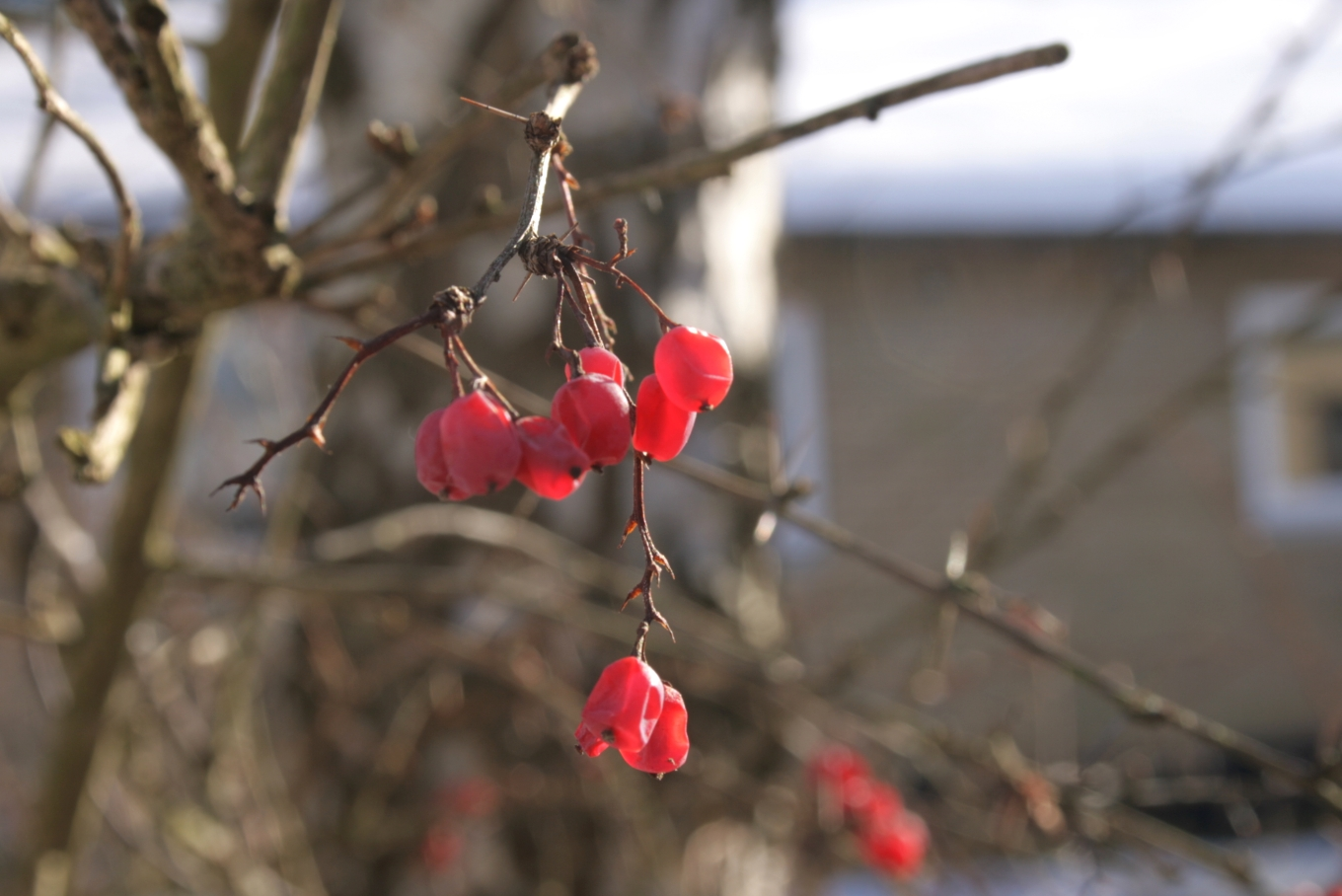